# De vita blommornas vår
De vita blommornas vår är en novell av den vietnamesiska författaren Nguyen Ngoc och utgavs 1970.
Novellen handlar om en årlig tradition på våren hos ett minoritetsfolk vid bergen i djungeln i Vietnam. Traditionen går ut på när de vita blommorna blomstrar ska flickorna i byn plocka blommorna medan pojkarna följer efter och spela flöjt och försöker fånga flickan.